# Jonas Kylander
Jonas Kylander, född 1566 i Gammalkils socken, Östergötland, död den 30 maj 1630 i Linköping, var biskop i Linköpings stift 1606–1630. Han var även kyrkoherde i Vreta klosters pastorat och Vadstena pastorat.

## Biografi
Jonas Kylander föddes 1566 på Drättinge i Gammalkils socken. Han var son till bonden Nils Jonsson och Karin Haraldsdotter. Efter studier i Linköping och Söderköping blev han student vid Uppsala universitet, Uppsala 1583, i Stockholm 1586 och i Wittenberg 1592, där han blev filosofie magister 1598. Han prästvigdes 1591, blev rektor i Linköping 1599, kyrkoherde i Vreta klosters pastorat och fortfarande ledamot av domkapitlet i Linköping 1603, kyrkoherde i Vadstena pastorat 1605, biskop i Linköpings stift 1606, invigd 1607 och tillträdde 1608. Kyalnder avled 30 maj 1630 i Linköping och begravdes 9 juni samma år i Linköpings domkyrka. Likpredikan hölls av domprosten Magnus Haraldi Wallerstadius.

### Studier
Under sin vistelse i Stockholm skaffade han sig inkomster genom att leda koralsången vid gudstjänsterna på Kungliga slottet. Då han av brist på medel måste avbryta studierna i Wittenberg och fara hem, tog företrädaren initiativ till en insamling bland prästerskapet samt utverkade ett kungligt stipendium, så att han kunde återvända och fullborda sina studier.
Hans flit och lärdom väckte så småningom uppmärksamhet bland de höglärde männen, "läsemestarne", vid universitetet, så att de skrev till den svenska regeringen och domkapitlet i Linköping, "at the wille låta sigh wårda om honom och förmoda, at han medh tiden wijserligh en märkeligh man bliffua skulle". Hans ekonomiska trångmål blev emellertid synnerligen stora, men då "Vpwäktee Gud många studenter, som begärade, at han wille hålla exercitia privata medh them, fick thermedh förtiena sigh aff them myckit gott".

### Biskop
När Jonas Kylander valdes till biskop, sökte han "medh gråtande tårar" undslippa det erbjudna ämbetet, men måste dock "effter Gudz och höga öffuerheetennes willia thetta beswärliga embetet wedertaga".
Som biskop var Kylander vaksam och myndig och nitälskade med allvar för ordning och gudsfruktan. "Emot oordningar och förargelser, så wäl vthi Collatser och Gästebudh såsom annorstädes, haffuer han hafft ett stoort nijt", vilket ådrog honom ovänskap här och var, "then dock strax förgången är", såsom det heter i personalierna.
Han vårdade sig om prästutbildningen genom att med "största flijt" i Linköping få till stånd ett gymnasium. Linköpings domkyrka, som genom danskarnas härjningar under Erik XIV befanns i ett bristfälligt skick, sattes i stånd genom hans försorg. Den fick "sköna Orger, wälbygda stoolar, renoverade kyrckiogardzmurar", med mera.
Hans duglighet togs i anspråk även på många andra sätt. Således ska han ha bevistat inte mindre än 28 kyrkliga möten och riksdagar.

### Familj
Kylander gifte sig 1599 med Elin Håkansdotter (1578–1642). Hon var dotter till kyrkoherden Haqvinus Canuti och Karin Rasmusdotter i Gammalkils församling. De fick tillsammans barnen:
- Maria Kylander (född 1600) som gifte sig 1619 med kyrkoherden Petrus Bjugg (1587-1656) i Söderköpings pastorat, kontraktsprost i Hammarkinds kontrakt, biskop 1642 i Viborg.[1]
- Brita Kylander (1602–1629), som gifte sig första gången 1622 med teologie lektorn Anders Pedersson Grubbe i Linköping och andra gången 1628 med kyrkoherden Birgerus Olavi Beccander i Asby pastorat.[1]
- Samuel Kylander (1608–1652), assessor i Svea hovrätt.[1]
- Joel Kylander (född 1610), var 1642 i Franeker i Holland.[1]
- Daniel Kylander (1611–1641), latinlektor i Linköping, som gifte sig 1639 med Elin Wallerius (†1647), dotter till Erik Wallerius, kyrkoherde i Högsby, Kalmar stift, Småland.[1]
- Fem söner och två döttrar som dog i späd ålder,[1] däribland Nils (dog 1605), Håkan (dog 1606) och Nils (dog 1607).[2]